# Conasprella rutila
Conasprella rutila é uma espécie de caracol marinho, um molusco gastrópode marinho na família Conidae. Estes caracóis são predatórios e venenosos. Eles são capazes de "picar" os humanos.

## Descrição
O tamanho da casca varia entre 7 mm e 14 mm.

## Distribuição
Esta espécie marinha é endêmica na Austrália e ocorre em  Nova Gales do Sul, Austrália do Sul, Tasmânia, Victoria e Austrália Ocidental.